# Gheorghe Boldeanu

Partitura cântecului în stil popular „Auzii o vorbă aseară” compus de G. Boldeanu.

Gheorghe I. Boldeanu, cunoscut mai mult ca Gogu Boldeanu, a fost un compozitor, textier și corepetitor la Teatrul de Operetă din București. Era cunoscut în perioadă drept „cel mai bun compozitor de muzică în stil popular”.
În perioada 1936-1939 compune, pe versurile a diferiți textieri (în special Sandu Marian), cele mai cunoscute piese ale sale. Printre colaboratorii săi de bază ce l-au ajutat să-și lanseze compozițiile se numără șeful de orchestră Vasile Julea și cântăreții Petre Alexandru și Dorel Livianu.
S-a numărat printre numeroșii compozitorii români care au acceptat să îi compună imnuri și slave lui Stalin („Slavă lui Stalin”).
A fost distins cu Ordinul Meritul Cultural clasa I (1968) „pentru merite deosebite în activitatea muzicală”.

## Compoziții
| Titlul piesei               | Forma muzicală | Textier       | Anul apariției | Interpretări                                        |
| --------------------------- | -------------- | ------------- | -------------- | --------------------------------------------------- |
| La Tismana într-o grădină   | stil popular   | Ch. Tarțian   | 1937           | Petre Alexandru                                     |
| La portiță pe'nserat        | stil popular   | Gogu Boldeanu | 1937           | Petre Alexandru                                     |
| Bordeiaș, bordei            | stil popular   | Bebe Altmann  | 1937           | Petre Alexandru, Petre Stamate, Dorel Livianu       |
| Tudorel                     | stil popular   | Bebe Altmann  | 1937           | Ion Luican, Mia Braia, Petre Stamate, Dorel Livianu |
| Cucu, Cucu                  | stil popular   | Gogu Boldeanu | 1937           | Petre Alexandru, Dorel Livianu                      |
| Spune-mi mie Marioară       | stil popular   | Ilarion Albu  | 1937           | Dorel Livianu                                       |
| Niță-Ioniță                 | stil popular   | Nell Martini  | 1937           | Dorel Livianu                                       |
| Auzii o vorbă aseară        | stil popular   | Sandu Marian  | 1937           | Dorel Livianu, Petre Stamate                        |
| Ioane, Ioane                | stil popular   | Gogu Boldeanu | 1937           | Ion Luican, Petre Alexandru                         |
| Of și aoleu                 | stil popular   | Bebe Altmann  | 1937           | Lya Crăciunescu                                     |
| Vino puico iar acasă        | stil popular   | Sandu Marian  | 1938           | Ion Luican                                          |
| De trei zile stau în poartă | stil popular   | Sandu Marian  | 1938           | Gică Petrescu                                       |
| Măi Petrică, Petrișor       | stil popular   | Sandu Marian  | 1938           | Gică Petrescu, Dorel Livianu                        |
| Ieși leliță-n ulicioară     | stil popular   | G. Neguriță   | 1939           | Nicu Stoenescu                                      |
| La umbra nucului bătrân     | romanță        | Gogu Boldeanu | 1945           | Petre Gusti                                         |